# Dario Flaccovio Editore
Dario Flaccovio Editore è una casa editrice italiana nata nel 1980 a Palermo e specializzata in letteratura tecnica e professionale, con particolare attenzione a ingegneria civile, geotecnica, geologia e architettura.
Sempre in ambito tecnico, la casa editrice pubblica inoltre testi e manuali con software incentrati su temi di tipo catastale, strutturale, geologico, ambientale e inerenti alla sicurezza. Il suo catalogo contiene una nutrita collana di testi di geotecnica, incluse traduzioni di autorevoli testi della letteratura internazionale del settore.

## La storia
La casa editrice nasce all'inizio degli anni ottanta dall'esperienza della libreria fondata nel 1972 in un quartiere allora periferico di Palermo, da Dario Flaccovio e Marisa Dolcemascolo. Subito la libreria si specializza nel settore tecnico, e nel 1980, Dario Flaccovio decide di esordire come editore. Il primo libro pubblicato, "Tecniche costruttive e risparmio energetico", scritto da Luigi Caleca e Antonio Cottone, è rappresentativo della specificità della sua produzione, che propone testi su argomenti in generale poco trattati dalla letteratura tecnica in lingua italiana.
Dopo pochi anni, la Dario Flaccovio Editore inizia la vendita in libreria di un software a basso costo allegato a un manuale tecnico. La collana si chiamava "Programmi in Basic", divenne poi Book&Floppy, quindi CD Book. 
Nel 2000 la decisione di vendere le due librerie per dedicarsi solo all'editoria.
È una delle poche case editrici in Italia ad avere ancora le attività di correzione, impaginazione e grafica all'interno dell'azienda.  È inoltre attiva nell'ambito dell'aggiornamento professionale, organizzando corsi e seminari in tutta Italia, su argomenti di attualità, con esperti di settore.

## L'attività in campo artistico e letterario
Dagli inizi, la casa editrice pubblica anche libri sulla Sicilia e particolarmente su Palermo, su tematiche artistiche e architettoniche e folclore siciliano. Nel 2004 ha avviato la pubblicazione anche di due collane di narrativa: Gialloteca, collana di romanzi gialli e noir, e Tempora, collana di narrativa italiana e straniera.
Nel 2005 il fondatore Dario Flaccovio ha ricevuto il Premio della cultura dal dipartimento per l'informazione e l'editoria della Presidenza del Consiglio dei Ministri.